# 托雷卡瓦列罗斯
托雷卡瓦列罗斯，是西班牙卡斯蒂利亚-莱昂塞戈维亚省的一个市镇。 总面积42平方公里，总人口593人（2001年），人口密度14人/平方公里。